# Малхотра, Мэнни
Эммануэ́ль Нови́н Малхо́тра (англ. Emmanuel Noveen Malhotra; род. 18 мая 1980, Миссиссога, Онтарио) — канадский хоккеист, центральный нападающий. Завершил карьеру после окончания сезона 2015/2016. В Национальной хоккейной лиге выступал за клубы «Нью-Йорк Рейнджерс», «Даллас Старз», «Коламбус Блю Джекетс», «Сан-Хосе Шаркс», «Каролина Харрикейнз», «Монреаль Канадиенс». В настоящее время возглавляет клуб АХЛ «Абботсфорд Кэнакс».

## Карьера
Профессиональную карьеру уроженец пригорода Торонто Мэнни Малхотра начал в 16-летнем возрасте, в клубе ОХЛ «Гелф Шторм». В 1998 году юный форвард завоевал первый в карьере приз — Джордж Парсонс Трофи; в том же году Мэнни был выбран на драфте клубом «Нью-Йорк Рейнджерс».
В «Рейнджерс» Мэнни Малхотра отыграл 4 неполных сезона: перед дэдлайном 2002 года Малхотра был обменян в «Даллас». В «Звёздах» Мэнни не смог себя проявить, забив в 84 играх всего 4 гола и в начале сезона 2003-04 был выставлен на драфт отказов, откуда был забран клубом «Коламбус Блю Джекетс». В Коламбусе форвард провёл 6 сезонов, не считая пропущенного из-за локаута сезона 2004-05, который Малхотра отыграл в Европе — сначала в словенской «Олимпии», затем — в шведском ХВ71.
После ухода из «Коламбуса» Малхотра провёл 1 сезон в «Сан-Хосе», после чего заключил контракт с «Ванкувером». После окончания контракта с «Кэнакс» Мэнни подписал соглашение с клубом АХЛ «Шарлотт Чекерс», откуда перешёл в «Каролину», где и провёл остаток сезона 2013-14.
В июле 2014 года Мэнни Малхотра заключил контракт на 1 год с «Монреаль Канадиенс».

## Карьера в сборной
Мэнни Малхотра вызывался в молодёжную и основную сборную Канады. В составе основной сборной форвард принимал участие в чемпионате мира 2002 года; с молодёжной командой Мэнни завоевал бронзу молодёжного мирового первенства 2000 года.

## Достижения
- Обладатель Джордж Парсонс Трофи: 1998
- Обладатель Бобби Смит Трофи: 1998
- Обладатель бронзовых медалей молодёжного чемпионата мира: 2000

## Личная жизнь
Мэнни Малхотра вырос в интернациональной семье: его отец родом из Лахора, второго по величине города Пакистана, а мать — франкоканадка; хоккеист в равной степени хорошо владеет и английским, и французским языками.
Женат на Джоанн Нэш, родной сестре звезды НБА Стива Нэша. В семье растут 2 сыновей: Калеб (игрок клуба «Чилливак Чифс») и Айзейя.